# Rafael Stachowiak
Rafael Stachowiak (* 1981 in Sosnowiec, Oberschlesien, VR Polen) ist ein deutscher Schauspieler.

## Leben

### Herkunft und Ausbildung
Rafael Stachowiak wurde in Sosnowitz in der Nähe von Kattowitz in Oberschlesien geboren. Kunst und Theater hatten in der „theaterfernen Familie“ keinen Stellenwert. Sein Vater war Bauzeichner und politisch aktiv; er musste aus politischen Gründen Polen verlassen. Stachowiaks Vater ging zunächst alleine nach Deutschland; seine Familie kam später nach. Rafael Stachowiak lebte anfangs in einem Aufnahmelager für Spätaussiedler und Flüchtlinge in Bochum. Seine Schulzeit absolvierte er ebenfalls in Bochum, wo er die Theater-AG in der Schule besuchte. Weitere Bühnenerfahrungen sammelte er im Jugendtheater des Bochumer Schauspielhauses. Nach seinem Schulabschluss und seinem Zivildienst sprach Stachowiak an zahlreichen Schauspielschulen vor, wurde jedoch mehrfach abgelehnt.
Von September 2002 bis Dezember 2005 absolvierte er sein Schauspielstudium an der Hochschule für Schauspielkunst „Ernst Busch“ in Berlin, das er 2005 mit dem Diplom abschloss. Bereits während seiner Studienzeit spielte er in Berlin Theater. Er trat 2006 am Deutschen Theater Berlin in Thomas Dannemanns Inszenierung des Schauspiels Glaube Liebe Hoffnung in der Rolle des Präparators auf. Außerdem wirkte er 2006 in Tod eines Handlungsreisenden (Chor; Regie: Dimiter Gotscheff) mit. Weiters hatte er 2006 ein Engagement am bat-Studiotheater der Hochschule für Schauspielkunst „Ernst Busch“. Dort spielte er den König Etzel in Kriemhilds Rache von Friedrich Hebbel  (Regie: Alexander Charim).

### Theater in Berlin und Hamburg
2006 wurde er, noch während seines 3. Studienjahrs, an die Schaubühne am Lehniner Platz in Berlin engagiert. Bühnenrollen an der Schaubühne am Lehniner Platz waren in dieser Zeit u. a. Orin/Christoph in Trauer muss Elektra tragen (2006; Regie: Thomas Ostermeier), Lysander in Ein Sommernachtstraum (2006; Regie/Choreographie: Thomas Ostermeier, Constanza Macras), Soljonyj in Drei Schwestern (2006; Regie: Falk Richter), Karlmann in Der Hässliche von Marius von Mayenburg (2007; Regie: Benedict Andrews) und Achilles in Penthesilea (2008; Regie: Luk Perceval).
2007 spielte er am bat-Studiotheater die Rolle des Studenten François in dem Theaterprojekt „Liebe68“ von Alexander Charim. Im Sommer 2007 gastierte er bei den Salzburger Festspielen in Falk Richters Inszenierung der Oper Der Freischütz. Er spielte, im Typ an Pete Doherty angelehnt, einen der beiden „alerten, allgegenwärtigen“ Gehilfen Samiels (Ignaz Kirchner); seine Figur war von Richter in seine Neufassung von Carl Maria von Webers Oper hineingeschrieben worden.
Seit der Spielzeit 2009/10 ist er festes Ensemblemitglied am Thalia Theater in Hamburg. Hier wirkte er in zahlreichen Theaterproduktionen, auch in zahlreichen modernen Stücken, mit. Er spielte u. a. unter der Regie von Antú Romero Nunes, Luk Perceval und Stefan Pucher. Bühnenrollen am Thalia Theater waren in dieser Zeit u. a. Frank Rice in Der Entertainer von John Osborne (2010; Regie: Christiane Pohle), Heinz in Der gestiefelte Kater (2010; Regie: Wolf-Dietrich Sprenger), Mordred in Merlin oder Das wüste Land von Tankred Dorst (2011; Regie: Antú Romero Nunes), der Arzt Dr. Leopold Neumeister in Der Raub der Sabinerinnen (2011; Regie: Herbert Fritsch), der polnische Schwarzarbeiter Jepichodow in Der Kirschgarten (2012; Regie: Luk Perceval), Ossip in Platonov (2012; Regie: Jan Bosse), Lysander in Ein Sommernachtstraum (2012; Regie: Stefan Pucher), Smierdjakow in einer Bühnenfassung des Romans Die Brüder Karamasow (2013; Regie: Luk Perceval) und Tybalt in Romeo und Julia (2014; Regie: Jette Steckel).
2014 erhielt er gemeinsam mit dem Ensemble (Julian Greis, Mirco Kreibich, Daniel Lommatzsch, Thomas Niehaus, Jörg Pohl, André Szymanski und Sebastian Zimmler) für die Aufführung von Moby Dick im Hamburger Thalia Theater den Rolf-Mares-Preis.

### Film und Fernsehen
Seit 2007 übernahm Stachowiak auch einige Filmrollen. Der Schwerpunkt seines künstlerischen Schaffens liegt jedoch eindeutig auf seiner Theaterarbeit.
2011 war er in dem Kinofilm Lollipop Monster in einer Nebenrolle zu sehen. Er spielte Karakal, einen Jugendlichen mit Schminke im Gesicht und schwarz lackierten Fingernägeln, der im Auto mit einem Mädchen erste Sexspiele erlebt.
In dem Kinofilm Tabu – Es ist die Seele ein Fremdes auf Erden (2011), einer Filmbiografie über das Leben des Dichters Georg Trakl mit Lars Eidinger in der Hauptrolle, spielte Stachowiak Trakls Studienkameraden und Freund Ludwig Schubeck, der versucht, Trakls selbstzerstörerischen Exzessen Einhalt zu gebieten.
In dem Kieler Tatort-Krimi Borowski und der Himmel über Kiel, dessen Erstausstrahlung im Januar 2015 war, hatte Stachowiak eine einprägsame Nebenrolle ohne Dialog. Er spielte den Drogendealer Roland, den Handlanger eines Drogenbosses, der, während er mit seinem Boss (Matthias Weidenhöfer) im Auto sitzt, an einem ängstlichen jungen, blonden Mädchen rumfummelt und von seinem Boss aufgefordert wird, wie ein Wolf zu heulen. In dem Fernsehfilm Nackt unter Wölfen spielt er Marian Kropinski, einen polnischen Funktionshäftling im KZ Buchenwald, der ein kleines Kind retten will. Im April 2015 war er in dem Fernsehfilm Tierische Profite aus der Donna Leon-Krimireihe zu sehen. Er spielte Sergente Pucetti, den neuen Polizeikollegen von Commissario Brunetti. In dem Tatort – Wer Wind erntet, sät Sturm! (Erstausstrahlung: Juni 2015) spielte er den Hedgefonds-Manager Milan Berger. Im März 2016 war Stachowiak in der ZDF-Serie Notruf Hafenkante in einer Episodennebenrolle zu sehen. In dem Fernsehfilm Die letzte Reise (Erstausstrahlung: Oktober 2017), einem Film über selbstbestimmtes Sterben im Alter, mit Christiane Hörbiger in der Hauptrolle, hatte er eine Nebenrolle als Pfleger Mischa.

### Privates
Stachowiak wuchs mit Polnisch als Muttersprache auf. Die Sprache spricht er auch heute noch fließend. Er lebt mit seiner Frau und seinen Kindern in Hamburg-Ottensen.

## Filmografie
- 2007: Mitte 30 (Fernsehfilm)
- 2010: Fracht (Kurzfilm)
- 2011: Lollipop Monster (Kinofilm)
- 2011: Tabu – Es ist die Seele ein Fremdes auf Erden (Kinofilm)
- 2014: Flash mich (Musikvideo)
- 2015: Tatort: Borowski und der Himmel über Kiel (Fernsehfilm)
- 2015: Nackt unter Wölfen (Fernsehfilm)
- 2015: Donna Leon – Tierische Profite (Fernsehfilm)
- 2015: Tatort – Wer Wind erntet, sät Sturm!
- 2016: Notruf Hafenkante (Fernsehserie; Folge Melody)
- 2016: Der Tatortreiniger – Sind Sie sicher? (Fernsehserie)
- 2016: Die letzte Reise (Fernsehfilm)
- 2019: Gasmann (Kinofilm)
- 2020: Undine (Kinofilm)
- 2020: Schatten der Mörder – Shadowplay (Fernsehserie)
- 2021: Sarah Kohr – Schutzbefohlen (Fernsehreihe)
- 2021: Schachnovelle (Kinofilm)
- 2022: Die Wannseekonferenz (Fernsehfilm)
- 2023: Tatort: Du bleibst hier (Fernsehreihe)
- 2023: 2 unter Millionen (Fernsehfilm)
- 2023: Das Lehrerzimmer (Kinofilm)
- 2023: One for the Road (Kinofilm)
- 2024: Letzte Spur Berlin (Fernsehserie; Folge Das weiße Rauschen)
- 2025: Stammheim – Zeit des Terrors (Fernsehfilm)